# Drew Forsyth
Drew Forsyth (14 de mayo de 1956) es un baterista estadounidense, reconocido por tocar en la banda de heavy metal Quiet Riot entre 1975 y 1979. Tras grabar los discos  Quiet Riot y Quiet Riot II, abandonó la agrupación y fue reemplazado por Frankie Banali para la grabación del exitoso álbum Metal Health.

## Discografía

### Con Quiet Riot
- Quiet Riot (álbum de 1977)
- Quiet Riot II
- The Randy Rhoads Years[4][5]